# Литеин
Литеин — город в провинции Рифт-Валли, Кения. Ранее он был столицей бывшего округа Бурет. Численность 4 000 человек. Город расположен вдоль дороги Керихо — Сотик, и дороги до города Бомет.
Это один из самых оживленных городов в регионе Южный Рифт, он расположен примерно в 32 км от города Керихо.
Название Литейн произошло от слова «литейто» — это камень использовавшегося для заточки железных предметов в доколониальный период.
Жители — кипсиги — субэтническая группа более крупной общины календжин.
Основная экономическая деятельность в этом районе — выращивание чая, кукурузы и скота.
В городе есть больница AIC Litein Mission Hospital.